# 楠 (弥富市)
楠（くすのき）は、愛知県弥富市の地名。

## 地理
旧弥富町南東端部に位置する。東は飛島村、西は上野町・駒野町、北は東末広に接する。

### 交通
- 愛知県道71号名古屋西港線[1]

## 施設
- 川崎重工業名古屋第一工場

## 歴史

### 沿革
- 1976年（昭和51年） - 海部郡弥富町末広・駒野の各一部および公有水面埋立地により、同町大字楠が成立[2]。
- 1979年（昭和54年） - 公有水面埋立地を編入[2]。
- 2006年（平成18年）4月1日 - 海部郡弥富町大字楠が合併に伴い、弥富市楠となる[WEB 5]。

### WEB
1. ↑  “愛知県弥富市の町丁・字一覧”.   人口統計ラボ. 2022年12月12日閲覧。
2. ↑  “読み仮名データの促音・拗音を小書きで表記するもの(zip形式) 愛知県” (zip).   日本郵便 (2024年2月29日). 2024年3月26日閲覧。
3. ↑  “市外局番の一覧” (PDF).   総務省 (2022年3月1日). 2022年3月22日閲覧。
4. ↑  “ナンバープレートについて”.   一般社団法人愛知県自動車会議所. 2024年1月21日閲覧。
5. ↑  “愛知県弥富市の郵便番号一覧”.   日本郵便. 2022年12月12日閲覧。

### 書籍
1. 1 2 3  「角川日本地名大辞典」編纂委員会 1989, p. 1899.
2. 1 2  「角川日本地名大辞典」編纂委員会 1989, p. 503.